# Audumla (geslacht)
Audumla is een geslacht van uitgestorven kreeftachtigen uit de klasse van de Ostracoda (mosselkreeftjes).

## Soort
- Audumla imeri Schallreuter, 1995 †